# Бейден (Меріленд)
Бейден (англ. Baden) — переписна місцевість (CDP) в США, в окрузі Графство принца Георга штату Меріленд. Населення — 2114 особи (2020).

## Географія
Бейден розташований за координатами 38°40′11″ пн. ш. 76°44′41″ зх. д. / 38.66972° пн. ш. 76.74472° зх. д. (38.669843, -76.744834).  За даними Бюро перепису населення США в 2010 році переписна місцевість мала площу 73,87 км², з яких 71,66 км² — суходіл та 2,21 км² — водойми.

## Демографія
Згідно з переписом 2010 року, у переписній місцевості мешкало 2128 осіб у 751 домогосподарстві у складі 576 родин. Густота населення становила 29 осіб/км².  Було 811 помешкання (11/км²).
Расовий склад населення:
| - 59,0 % — білих - 34,3 % — чорних або афроамериканців - 1,0 % — корінних американців - 0,6 % — азіатів |

До двох чи більше рас належало 4,4 %. Частка іспаномовних становила 2,3 % від усіх жителів.
За віковим діапазоном населення розподілялося таким чином: 20,0 % — особи молодші 18 років, 65,2 % — особи у віці 18—64 років, 14,8 % — особи у віці 65 років та старші. Медіана віку мешканця становила 45,3 року. На 100 осіб жіночої статі у переписній місцевості припадало 105,0 чоловіків;  на 100 жінок у віці від 18 років та старших — 102,4 чоловіків також старших 18 років.
Середній дохід на одне домашнє господарство  становив 116 344 долари США (медіана — 89 464), а середній дохід на одну сім'ю — 134 281 долар (медіана — 93 393). Медіана доходів становила 53 063 долари для чоловіків та 59 375 доларів для жінок. За межею бідності перебувало 2,6 % осіб, у тому числі 0,0 % дітей у віці до 18 років та 2,7 % осіб у віці 65 років та старших.
Цивільне працевлаштоване населення становило 951 осіб. Основні галузі зайнятості: публічна адміністрація — 24,8 %, науковці, спеціалісти, менеджери — 21,7 %, роздрібна торгівля — 11,7 %, сільське господарство, лісництво, риболовля — 10,2 %.